# Машина Голдберга

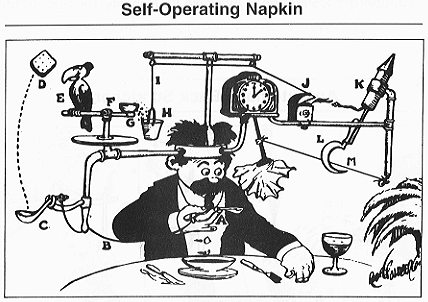
Самодействующая салфетка профессора Люцифера Горгонзолы. При поднятии ложки (A) натягивается шнур (B), который дёргает ложку (C), подбрасывающую крекер (D), который ловит попугай (E), что заставляет вращаться жёрдочку (F), при этом семена (G) высыпаются в ведёрко (H), отчего то опускается и тянет тросик (I) вниз, что зажигает зажигалку (J), поджигающую ракету (K); та, взлетая, серпом (L) перерезает бечёвку (M), освобождающую маятник, который, качаясь, вытирает подбородок профессора салфеткой.

Машина Голдберга, машина Руба Голдберга, машина Робинсона-Голдберга, Машина Робинсона или заумная машина — это устройство, выполняющее очень простое действие чрезвычайно сложным образом — как правило, посредством длинной последовательности взаимодействий по «принципу домино». Эти машины получили своё название от имён американского карикатуриста и изобретателя Руба Голдберга и английского художника Уильяма Робинсона, которые использовали изображения таких машин в своих работах. Иногда это выражение используется для ироничного обозначения любой излишне сложной системы.

## Истории применения
В течение всего XX века карикатуристы разных стран использовали образ очень сложных машин, выполняющих неожиданно простые действия для создания комического эффекта.
В 1915 году художник из Нью-Йорка Руб Голдберг, имеющий инженерное образование, создаёт для газет карикатуры с изображением механизмов, выполняющих очень простые действия чрезвычайно запутанным, сложным и зачастую комическим образом. В числе этих работ выделяется цикл изобретений безумного профессора Люцифера Горгонзолы.
Эти работы становятся популярными, и уже в 1931 году «Rube Goldberg» включено в словарь Уэбстера как прилагательное, означающее достижение чего-то простого сложными средствами.
Английский художник Уильям Хит Робинсон (англ.) публикует в газетах карикатуры сумасшедших изобретений, которые сложным и запутанным образом производят до смешного простые результаты, пародируя разнообразные бессмысленные изобретения времён Первой мировой войны. Он получил известность, иллюстрируя книги Нормана Хантера о профессоре Брейнстоме — эксцентричном и забывчивом изобретателе сложных механизмов. В Великобритании такие сложные механизмы известны как «машины Робинсона». Именем Робинсона была названа Heath Robinson (codebreaking machine) сложная вычислительная машина, использованная во время Второй мировой войны для взлома немецкой шифровальной машины «Лоренц».
Датский художник Роберт Сторм Петерсен, известный под псевдонимом Storm P, создаёт рисунки с подобными сложными машинами. В Дании такие механизмы называют «машинами Сторма П» в честь автора..
Индийский юморист и детский писатель Сукумар Рай в своём стихотворении «Странное и случайное» показывает персонажа Дядю, который создаёт абсурдно сложный механизм. В разговорном бенгальском «Дядино изобретение» стало обозначать сложный и бесполезный предмет.
В Испании подобные механизмы называют «Изобретение TBO» (исп. Inventos del TBO) или сокращённое «tebeo», названные так в честь журнала комиксов «TBO», где показывались «великие изобретения профессора Франца из Копенгагена».
Норвежский карикатурист Челль Аукруст создал мультипликационного персонажа Реодора Фелгена, постоянно создающего из различных подручных средств сложную технику, которая невероятным образом работает.
В Турции такие устройства известны как Zihni Sinir Projeleri, названые так, в честь  их изобретателя, вымышленного профессора Zihni Sinir (Раздражительный ум), созданного художником Ирфаном Саяром в 1977 году для журнала комиксов Gırgır. 
Художник Александр Семёнов рисовал карикатуры с машинами Голдберга для советского детского журнала  «Мурзилка» .
В Японии для подобных машин существует специальное понятие — тиндогу.

## Воплощения в искусстве
Американский скульптор Тим Хоукинсон создал несколько инсталляций , совокупно использующих принцип домино и машины Голдберга
Фишли и Вайс — для своего фильма «Ход вещей» использовали принцип машины Голдберга.

## Конкурсы
Существует несколько регулярных конкурсов по постройке машин Голдберга.
В 1949 году в университете Пердью (Индиана, США) возникла традиция соревнований по постройке машин Голдберга между студенческим братством инженеров Треугольника и отделением Пи технического братства Тета Тау. Они проходили ежегодно до 1956, когда временно прекратились. В 1983 году конкурс был возрождён отделением Пи, но уже для всех студентов Пердью. С 1988 года конкурс стал национальным и проходит в Пердью каждый март при участии победителей местных конкурсов, организуемых при поддержке Тета Тау. В 2009 году отделение Эпсилон того же братства создало аналогичный ежегодный конкурс в университете Калифорнии, Беркли. В ходе соревнования различные команды состязаются в выполнении определённого задания, например, налить сок в стакан или заменить лампочку.
С 1998 года кинетический скульптор Артур Гансон является ведущим ежегодного конкурса «Пятница после Дня благодарения», спонсируемого Музеем массачусетского технологического института в Кембридже, штат Массачусетс.

## В культуре
В американском короткометражном телефильме «Крюк и лестница» (1932) из серии «Пострелята» показано несколько подобных механизмов.
В мультфильме «Лето кота Леопольда» мыши строят ловушку для кота, которая выглядит как машина Голдберга. Но Леопольд случайно срывает планы мышат, в результате чего ловушка срабатывает в обратную сторону, и под её действие попадают уже сами грызуны. В компьютерной игре по мотивам мультфильма постройка ловушки — главная задача.
В 12-м выпуске мультсериала «Ну, погоди!» в музее показана ситуация машины Голдберга. Волк берёт самый крошечный снарядный шарик, стреляет в Зайца и не попадает: шарик отскакивает от стены рядом с головой Зайца, в последний момент увернувшегося, и попадает в манекен лучника-африканца. Тот пронзает стрелой манекен древнегреческого гоплита, который, в свою очередь, бросает копьё в манекен арбалетчика; последний выстреливает арбалетным болтом прямо в пушку, которая стреляет, после чего в зале начинается настоящая канонада.
В заставке японского телешоу для детей «Переключатель Пифагора» (яп. ピタゴラスイッチ Питагора Суити) показана машина Голдберга, которая составляет название передачи. Заставка много раз меняется, представляя новые машины Голдберга.
В 10-м спецвыпуске телепередачи «Разрушители легенд» ведущие создали заумную машину из «Кока-колы», «Ментоса», шара для боулинга, игрушек, жареной индейки и «хлама в мастерской» длиной в 30 метров с 60 движущимися частями. Позже главные ведущие — Джейми Хайнеман и Адам Сэвидж создали телешоу «Цепная реакция» (англ. Unchained Reaction), в которой две команды энтузиастов соревнуются в создании машин Голдберга на определённую тему из предоставленных материалов, а сами Хайнеман и Сэвидж оценивают их, исходя из изобретательности, соблюдения темы и эстетичности.
В 2003 году был выпущен рекламный ролик «Cog» (с англ. — «Шестерёнка»), рекламирующий автомобиль «Honda Accord», в котором машина Голдберга была создана из деталей автомобиля. Фишли и Вайс грозили компании Honda обвинением в плагиате, но в итоге не стали подавать в суд. Тем не менее, ролик получил многочисленные награды, положительные отзывы критиков и популярность у зрителей.
Один из эпизодов научно-фантастического телесериала «Секретные материалы» («Вариант Голдберга») повествует о человеке, необыкновенное везение которого складывается из замысловатых последовательностей событий.
Машина Голдберга используется в заставке сериала «Элементарно», а также в заставке сериала «Заговор сестёр Гарви».
В короткометражном мультфильме «Designs on Jerry» из серии «Том и Джерри» кот Том создаёт проект сложного механизма для поимки мышонка Джерри, но тот меняет одну цифру в чертеже, в результате чего после запуска построенной машины достаётся коту.
В короткометражном мультфильме «Shutter Bugged Cat» (который является компиляцией нескольких прошлых, включая Designs on Jerry) Том анализирует свои ошибки в прошлых попытках поймать мышонка и строит такую же ловушку и опять Джерри меняет одну цифру и сейф падает на Тома.
В кинофильме «Назад в будущее» один из главных героев доктор Эмметт Браун создаёт машину Голдберга для кормления собаки, а в «Назад в будущее 3» — похожую машину для производства льда.
В фильме «Большое приключение Пи-Ви» главный герой использует сложную машину для приготовления завтрака. «Машина для завтрака» Пи-Ви была спародирована в мультсериале «Гриффины» в эпизоде «8 Simple Rules for Buying My Teenage Daughter».
В «Эдвард Руки-ножницы» показано одно из воспоминаний главного героя, в котором в замке его создателя стоит сложная машина для приготовления пищи.
Подобная машина показана также в начале фильма «Скала» (используется для тушения пламени).
В приключенческом фильме «Балбесы» машина Голдберга используется для открытия калитки.
В одноименной серии мультсериалов "Скуби-Ду" команда ловит злодея с помощью ловушек Фреда по технике машины Руба Голдберга.

## Видеоклипы
Американская рок-группа из Чикаго OK Go в одном из видеоклипов на песню «This Too Shall Pass» использует машину Голдберга в качестве основной идеи. Она включает в себя металлические шарики, лампы, зонтики, пианино, конторку, тележку из супермаркета, самих участников группы и многое другое.
Американская рок-группа из Нью-Йорка The Bravery в видеоклипе на песню «An Honest Mistake» использует машину Голдберга на протяжении всего клипа.
Видеоблоггер Kaplamino создаёт машины Голдберга.

## Компьютерные игры
В компьютерных играх «The Incredible Machine», «Crazy Machines», «Fantastic Contraption» игроку необходимо создавать машины Голдберга из доступных предметов для выполнения поставленных задач.
В играх «Armadillo Run», «World of Goo», «Crayon Physics Deluxe» игровой процесс похож на создание механизмов Голдберга.
В ПК-версии игры «SpongeBob SquarePants: Battle for Bikini Bottom» последний уровень представляет из себя постройку машины Голдберга.
Существует игра для Android, под названием «Rube works». Геймплей представляет собой создание машин Голдберга из данного набора предметов. Машины повторяют по схемам работы Руба, а после прохождения уровня показывается оригинальный рисунок — изображение этой машины.
В игре «Amazing Alex», созданной для операционных систем Android и iOS, необходимо из повседневных предметов собирать «механизмы», детали которых не всегда связаны между собой физически (чаще — физическими законами). Что в некоторой степени тоже можно назвать созданием просто занимательных машин.
Garry’s Mod — модификация Half-Life 2, позволяющая игроку манипулировать объектами и экспериментировать с физикой. С её помощью многие энтузиасты создают виртуальные машины Голдберга. Её же используют для тренировок и экспериментов участники соревнований в университете Пердью.
В игре «Fallout 3» подобная машина находится в локации «Бакалея „Золотая лента“». Активировав её, игрок может получить несколько полезных предметов.

## Настольные игры
В 60-х годах XX века в продаже появилась настольная игра «Мышеловка», цель игроков в которой — загнать «мышей» соперника в «мышеловку», построив машину Голдберга. Существуют различные варианты игры, включая трёхмерные варианты.
В настоящее время в продаже доступна игра «Screwball Scramble» (известна как «Упрямый шарик», «Веселый лабиринт» и т. п.) от Tomy. В игре необходимо провести железный шарик через лабиринт, представляющий собой машину Голдберга.

## Примечание
1. 1 2 3 4 5 6 7 8 9 10 11 12 13 14  Юрий Иванов. Машины Голдберга. История ненаучного поиска // Лучшие компьютерные игры. — 2009. — № 94. Архивировано 6 ноября 2014 года.
2. ↑  Economist’s View: Is Rep. Bill Thomas the Rube Goldberg of Legislative Reform? Архивная копия от 6 мая 2006 на Wayback Machine. Economistsview.typepad.com (2005-06-06).
3. ↑  Social Security’s Progressive Paradox — Reason Magazine Архивная копия от 3 сентября 2009 на Wayback Machine. Reason.com (2005-05-02).
4. ↑  Rube Goldberg (Webpage). Merriam-Webster Online 
Dictionary (2009). Дата обращения: 19 сентября 2012. Архивировано 31 октября 2012 года.
5. ↑  Bletchley Park National Code Centre: November 1943, Архивировано из оригинала 23 октября 2017, Дата обращения: 21 ноября 2012
6. ↑  Good, Michie & Timms, 1945, p. 33 Some Historical Notes: 15A. First Stages in Machine Development, (c) Heath Robinson
7. ↑  Good, Michie & Timms, 1945, p. 290 Machine Setting Organisation: (b) Robinsons and Colossi
8. ↑  Rubes in Training. Дата обращения: 27 сентября 2012. Архивировано 5 ноября 2014 года.
9. ↑  Theta Tau Rube Goldberg Machine Contest. Дата обращения: 27 сентября 2012. Архивировано 8 марта 2016 года.
10. ↑  Berkeley Rube Goldberg Machine Contest. Дата обращения: 27 сентября 2012. Архивировано из оригинала 6 ноября 2014 года.
11. ↑  Friday After Thanksgiving: Chain Reaction. MIT Museum [website]. Дата обращения: 6 мая 2011. Архивировано 31 октября 2012 года.
12. ↑  David Olsen and Mark J. Nelson. The Narrative Logic of Rube Goldberg Machines // Interactive Storytelling: 10th International Conference on Interactive Digital Storytelling, ICIDS 2017 Funchal, Madeira, Portugal, November 14–17, 2017, Proceedings / Nuno Nunes, Ian Oakley, Valentina Nisi (Eds.). — Springer, 2017. — ISBN 9783319710273.
13. ↑  заставка передачи на dailymotion.com. Дата обращения: 16 июля 2013. Архивировано 5 ноября 2014 года.
14. ↑  Cozens, Claire (27 мая 2003). Acclaimed Honda ad in copycat row. London: The Guardian. Архивировано 12 ноября 2012. Дата обращения: 19 сентября 2012.
15. ↑  Jack Castle (October 26, 2012), 50 shades of black Архивная копия от 5 ноября 2014 на Wayback Machine The Daily Telegraph
16. ↑  Архивная копия от 5 ноября 2014 на Wayback Machine The Top Ten Food-Based Rube Goldberg Machines [videos] — Eat Me Daily. Eatmedaily.com (2009-09-24).
17. ↑  Pee Wee’s Big Adventure — Breakfast Machine — Video Архивная копия от 11 марта 2013 на Wayback Machine. Metacafe.com.
18. ↑  Family Guy Breakfast Machine. Дата обращения: 20 сентября 2012. Архивировано из оригинала 12 апреля 2010 года.
19. ↑  Клип OK GO с машиной Голдберга. Дата обращения: 2 октября 2017. Архивировано 1 октября 2017 года.
20. ↑  Машина Голдберга из... фиджет-спиннеров: видео. Популярная механика (30 марта 2018). Дата обращения: 10 ноября 2018. Архивировано 10 ноября 2018 года.
21. ↑  Официальный сайт игры «Amazing Alex» Архивная копия от 16 декабря 2016 на Wayback Machine.